# Sport-Club Paderborn 07 2022-2023
Questa voce raccoglie le informazioni riguardanti lo Sport-Club Paderborn 07 nelle competizioni ufficiali della stagione 2022-2023.

## Stagione
Nella stagione 2022-2023 il Paderborn, allenato da Łukasz Kwasniok, concluse il campionato di 2. Bundesliga al 6º posto. In Coppa di Germania il Paderborn fu eliminato al ottavi di finale dallo Stoccarda.

## Rosa
| N. |                        | Ruolo | Calciatore           |
| -- | ---------------------- | ----- | -------------------- |
| 1  | Germania (bandiera)    | P     | Moritz Schulze       |
| 2  | Germania (bandiera)    | D     | Uwe Hünemeier        |
| 3  | Inghilterra (bandiera) | D     | Bashir Humphreys     |
| 4  | Svizzera (bandiera)    | D     | Jasper van der Werff |
| 6  | Germania (bandiera)    | C     | Marco Schuster       |
| 7  | Germania (bandiera)    | A     | Richmond Tachie      |
| 8  | Germania (bandiera)    | C     | Ron Schallenberg     |
| 9  | Germania (bandiera)    | A     | Marvin Pieringer     |
| 10 | Germania (bandiera)    | C     | Julian Justvan       |
| 11 | Germania (bandiera)    | A     | Sirlord Conteh       |
| 13 | Germania (bandiera)    | A     | Robert Leipertz      |
| 15 | Germania (bandiera)    | D     | Tobias Müller        |
| 16 | Paesi Bassi (bandiera) | P     | Pelle Boevink        |
| 17 | Germania (bandiera)    | P     | Leopold Zingerle     |
| 18 | Germania (bandiera)    | A     | Dennis Srbeny        |

| N. |                     | Ruolo | Calciatore       |
| -- | ------------------- | ----- | ---------------- |
| 21 | Germania (bandiera) | P     | Jannik Huth      |
| 23 | Germania (bandiera) | C     | Raphael Obermair |
| 24 | Germania (bandiera) | D     | Jannis Heuer     |
| 26 | Germania (bandiera) | C     | Sebastian Klaas  |
| 27 | Germania (bandiera) | C     | Kai Klefisch     |
| 28 | Germania (bandiera) | D     | Jonas Carls      |
| 30 | Kosovo (bandiera)   | C     | Florent Muslija  |
| 31 | Germania (bandiera) | D     | Maximilian Rohr  |
| 32 | Germania (bandiera) | A     | Koray Dağ        |
| 33 | Germania (bandiera) | D     | Marcel Hoffmeier |
| 34 | Germania (bandiera) | D     | Paul Donner      |
| 36 | Germania (bandiera) | A     | Felix Platte     |
| 38 | Germania (bandiera) | C     | Medin Kojic      |
| 40 | Germania (bandiera) | C     | Niclas Nadj      |

## Organigramma societario
Area tecnica
- Allenatore: Łukasz Kwasniok
- Allenatore in seconda: Frank Kaspari, Alexander Otto
- Preparatore dei portieri: Nico Burchert
- Preparatori atletici: André Filipovic, Nils Vogt

## Calciomercato

### Sessione estiva
| Acquisti | Acquisti            | Acquisti             | Acquisti |
| R.       | Nome                | da                   | Modalità |
| -------- | ------------------- | -------------------- | -------- |
| D        | Maximilian Rohr     | Amburgo              |          |
| A        | Marvin Pieringer    | Schalke 04           |          |
| D        | Robin Bormuth       | Karlsruhe            |          |
| A        | Sirlord Conteh      | Magdeburgo           |          |
| D        | Adrian Gryszkiewicz | Górnik Zabrze        |          |
| D        | Marcel Hoffmeier    | Preußen Münster      |          |
| A        | John Iredale        | Wehen Wiesbaden      |          |
| C        | Sebastian Klaas     | Osnabrück            |          |
| C        | Kai Klefisch        | Viktoria Colonia     |          |
| A        | Robert Leipertz     | Heidenheim           |          |
| D        | Tobias Müller       | Magdeburgo           |          |
| C        | Raphael Obermair    | Magdeburgo           |          |
| A        | Richmond Tachie     | Borussia Dortmund II |          |

| Cessioni | Cessioni              | Cessioni         | Cessioni |
| R.       | Nome                  | a                | Modalità |
| -------- | --------------------- | ---------------- | -------- |
| D        | Robin Bormuth         | Kaiserslautern   |          |
| A        | John Iredale          | Wehen Wiesbaden  |          |
| D        | Frederic Ananou       | Hansa Rostock    |          |
| A        | Kemal Ademi           | Chimki           |          |
| D        | Jamilu Collins        | Cardiff City     |          |
| D        | Marcel Correia        | Elversberg       |          |
| A        | Marvin Cuni           | Saarbrücken      |          |
| A        | Johannes Dörfler      | Waldhof Mannheim |          |
| D        | Justus Henke          | Wuppertal        |          |
| C        | Philipp Klement       | Stoccarda        |          |
| C        | Kai Pröger            | Hansa Rostock    |          |
| C        | Marco Stiepermann     | Wuppertal        |          |
| C        | Maximilian Thalhammer | Jahn Ratisbona   |          |
| D        | Jesse Tugbenyo        | Verl             |          |
| C        | Robin Yalçın          | Sivasspor        |          |

### Sessione invernale
| Acquisti | Acquisti         | Acquisti          | Acquisti |
| R.       | Nome             | da                | Modalità |
| -------- | ---------------- | ----------------- | -------- |
| D        | Bashir Humphreys | Chelsea           |          |
| C        | Niclas Nadj      | Weiche Flensburgo |          |
| P        | Pelle Boevink    | Oldenburg         |          |

| Cessioni | Cessioni            | Cessioni          | Cessioni |
| R.       | Nome                | a                 | Modalità |
| -------- | ------------------- | ----------------- | -------- |
| C        | Kelvin Ofori        | Spartak Trnava    |          |
| C        | Marcel Mehlem       | Sandhausen        |          |
| D        | Adrian Gryszkiewicz | Raków Częstochowa |          |

## Risultati

### 2. Bundesliga

#### Girone di andata
| Arbitro: | Lechner |

|                                                                   |           |  |
| Muslija 56’ (rig.) Leipertz 65’ Justvan 68’ Platte 72’ Conteh 75’ | Marcatori |  |

| Arbitro: | Welz |

|                          |           |            |
| Kownacki 2’ Hennings 30’ | Marcatori | 21’ Platte |

| Arbitro: | Braun |

|                                                             |           |                          |
| Krajnc 28’ (aut.) Pieringer 52’ Schallenberg 60’ Platte 89’ | Marcatori | 12’ Nielsen 37’ Teuchert |

| Arbitro: | Jöllenbeck |

|  |           |            |
|  | Marcatori | 82’ Platte |

| Arbitro: | Exner |

|                                                                                     |           |                       |
| Muslija 7’ (rig.) Justvan 13’ Obermair 25’ Platte 29’, 38’ Pieringer 52’ Srbeny 80’ | Marcatori | 9’ Korb 45’ Skrzybski |

| Arbitro: | Aytekin |

|                         |           |                          |
| Amenyido 83’ Nemeth 90’ | Marcatori | 44’ Pieringer 90’ Conteh |

| Arbitro: | Waschitzki-Günther |

|               |           |  |
| Pieringer 79’ | Marcatori |  |

| Arbitro: | Badstübner |

|                                          |           |  |
| Hoffmeier 21’ Leipertz 69’ Pieringer 85’ | Marcatori |  |

| Arbitro: | Heft |

|                          |           |            |
| Michalski 42’ Hrgota 73’ | Marcatori | 49’ Srbeny |

| Arbitro: | Cortus |

|             |           |                     |
| Leipertz 4’ | Marcatori | 10’ Manu 24’ Müller |

| Arbitro: | Zwayer |

|  |           |                                             |
|  | Marcatori | 19’ Schallenberg 80’ Leipertz 88’ Pieringer |

| Arbitro: | Reichel |

|                                      |           |  |
| Pieringer 10’ Leipertz 47’ Heuer 54’ | Marcatori |  |

| Braunschweig 22 ottobre 2022, ore 13:00 CEST 13ª giornata | Eintracht Braunschweig | 0 – 0 referto | Paderborn | Eintracht-Stadion (16 844 spett.)\| Arbitro: \| Lechner \| |
| Arbitro:                                                  | Lechner                |               |           |                                                            |

| Arbitro: | Badstübner |

|                  |           |                                 |
| Leipertz 3’, 51’ | Marcatori | 23’ Glatzel 45’ Dompé 69’ Bénes |

| Arbitro: | Gerach |

|                             |           |  |
| Beste 35’, 90’ Thomalla 76’ | Marcatori |  |

| Arbitro: | Thomsen |

|  |           |                          |
|  | Marcatori | 40’ Serra 45’ Vasiliadis |

| Arbitro: | Kampka |

|               |           |             |
| Duah 36’, 55’ | Marcatori | 64’ Justvan |

#### Girone di ritorno
| Arbitro: | Alt |

|  |           |              |
|  | Marcatori | 90’ Leipertz |

| Arbitro: | Reichel |

|                                                         |           |                     |
| Pieringer 37’ Heuer 62’ Muslija 68’ (rig.) Leipertz 81’ | Marcatori | 59’ (rig.) Hennings |

| Arbitro: | Cortus |

|                           |           |                                                |
| Teuchert 2’, 4’ Beier 83’ | Marcatori | 6’, 55’ Leipertz 26’ (rig.) Muslija 71’ Conteh |

| Arbitro: | Jablonski |

|           |           |  |
| Heuer 78’ | Marcatori |  |

| Arbitro: | Haslberger |

|                  |           |          |
| Reese 66’ (rig.) | Marcatori | 31’ Rohr |

| Arbitro: | Aarnink |

|                 |           |                   |
| Mets 51’ (aut.) | Marcatori | 15’, 42’ Daschner |

| Magdeburgo 11 marzo 2023, ore 13:00 CET 24ª giornata | Magdeburgo | 0 – 0 referto | Paderborn | MDCC-Arena (20 325 spett.)\| Arbitro: \| Winter \| |
| Arbitro:                                             | Winter     |               |           |                                                    |

| Arbitro: | Thomsen |

|                  |           |  |
| Owusu 49’ (rig.) | Marcatori |  |

| Arbitro: | Bacher |

|                                         |           |                       |
| Schallenberg 13’ Muslija 61’ Conteh 76’ | Marcatori | 82’ Abiama 87’ Hrgota |

| Arbitro: | Burda |

|                    |           |                    |
| Bader 35’ Manu 59’ | Marcatori | 44’ (rig.) Muslija |

| Arbitro: | Petersen |

|                                 |           |  |
| Rohr 48’ Muslija 78’ Platte 87’ | Marcatori |  |

| Arbitro: | Stieler |

|                     |           |                      |
| Ademi 31’ Evina 48’ | Marcatori | 19’ Muslija 27’ Rohr |

| Arbitro: | Cortus |

|                                                     |           |          |
| Justvan 28’ Obermair 45’ Conteh 51’ Srbeny 90’, 90’ | Marcatori | 53’ Ujah |

| Arbitro: | Braun |

|                        |           |                                |
| Glatzel 39’ Kittel 49’ | Marcatori | 43’ Justvan 73’ (rig.) Muslija |

| Arbitro: | Siebert |

|                                        |           |                              |
| Klefisch 26’ Pieringer 50’ Muslija 52’ | Marcatori | 30’ Kleindienst 37’ Thomalla |

| Arbitro: | Willenborg |

|                         |           |                          |
| Lasme 8’ Vasiliadis 36’ | Marcatori | 24’ Pieringer 58’ Conteh |

| Arbitro: | Stegemann |

|  |           |               |
|  | Marcatori | 20’ Schleimer |

### Coppa di Germania
| Arbitro: | Hempel |

|  |           |                                                                                      |
|  | Marcatori | 7’, 46’ Justvan 10’, 58’ Leipertz 40’, 50’, 53’, 90’ Pieringer 49’ Srbeny 67’ Tachie |

| Arbitro: | Willenborg |

|                                        |                      |                                              |
| Platte 22’ Conteh 43’                  | Marcatori            | 65’ Bittencourt 84’ Weiser                   |
| Leipertz Justvan Muslija Srbeny Tachie | Tiri di rigore 5 – 4 | Füllkrug Veljković Schmidt Gruev Bittencourt |

| Arbitro: | Schlager |

|                      |           |                       |
| Mavropanos 4’ (aut.) | Marcatori | 86’ Dias 90’ Guirassy |

## Statistiche

### Statistiche di squadra
| Competizione      | Punti | In casa | In casa | In casa | In casa | In casa | In casa | In trasferta | In trasferta | In trasferta | In trasferta | In trasferta | In trasferta | Totale | Totale | Totale | Totale | Totale | Totale | DR  |
| Competizione      | Punti | G       | V       | N       | P       | Gf      | Gs      | G            | V            | N            | P            | Gf           | Gs           | G      | V      | N      | P      | Gf     | Gs     | DR  |
| ----------------- | ----- | ------- | ------- | ------- | ------- | ------- | ------- | ------------ | ------------ | ------------ | ------------ | ------------ | ------------ | ------ | ------ | ------ | ------ | ------ | ------ | --- |
| 2. Bundesliga     | 55    | 17      | 12      | 0       | 5       | 46      | 20      | 17           | 4            | 7            | 6            | 22           | 24           | 34     | 16     | 7      | 11     | 68     | 44     | +24 |
| Coppa di Germania | -     | 2       | 0       | 1       | 1       | 3       | 4       | 1            | 1            | 0            | 0            | 10           | 0            | 3      | 1      | 1      | 1      | 13     | 4      | +9  |
| Totale            | 55    | 19      | 12      | 1       | 6       | 49      | 24      | 18           | 5            | 7            | 6            | 32           | 24           | 37     | 17     | 8      | 12     | 81     | 48     | +33 |

### Andamento in campionato
| Giornata  | 1 | 2 | 3 | 4 | 5 | 6 | 7 | 8 | 9 | 10 | 11 | 12 | 13 | 14 | 15 | 16 | 17 | 18 | 19 | 20 | 21 | 22 | 23 | 24 | 25 | 26 | 27 | 28 | 29 | 30 | 31 | 32 | 33 | 34 |
| --------- | - | - | - | - | - | - | - | - | - | -- | -- | -- | -- | -- | -- | -- | -- | -- | -- | -- | -- | -- | -- | -- | -- | -- | -- | -- | -- | -- | -- | -- | -- | -- |
| Luogo     | C | T | C | T | C | T | C | C | T | C  | T  | C  | T  | C  | T  | C  | T  | T  | C  | T  | C  | T  | C  | T  | T  | C  | T  | C  | T  | C  | T  | C  | T  | C  |
| Risultato | V | P | V | V | V | N | V | V | P | P  | V  | V  | N  | P  | P  | P  | P  | V  | V  | V  | V  | N  | P  | N  | P  | V  | P  | V  | N  | V  | N  | V  | N  | P  |
| Posizione | 1 | 6 | 3 | 1 | 1 | 1 | 1 | 1 | 2 | 3  | 3  | 2  | 2  | 3  | 4  | 5  | 6  | 5  | 5  | 4  | 4  | 4  | 4  | 4  | 6  | 5  | 6  | 6  | 4  | 4  | 6  | 4  | 5  | 6  |

Legenda:

Luogo: C = Casa; T = Trasferta. Risultato: V = Vittoria; N = Pareggio; P = Sconfitta.

### Statistiche dei giocatori
| Giocatore        | 2. Bundesliga | 2. Bundesliga | 2. Bundesliga | 2. Bundesliga | Coppa di Germania | Coppa di Germania | Coppa di Germania | Coppa di Germania | Totale   | Totale | Totale      | Totale     |
| Giocatore        | Presenze      | Reti          | Ammonizioni   | Espulsioni    | Presenze          | Reti              | Ammonizioni       | Espulsioni        | Presenze | Reti   | Ammonizioni | Espulsioni |
| ---------------- | ------------- | ------------- | ------------- | ------------- | ----------------- | ----------------- | ----------------- | ----------------- | -------- | ------ | ----------- | ---------- |
| P. Boevink       | 0             | 0             | 0             | 0             | 0                 | 0                 | 0                 | 0                 | 0        | 0      | 0           | 0          |
| R. Bormuth       | 0             | 0             | 0             | 0             | 1                 | 0                 | 0                 | 0                 | 1        | 0      | 0           | 0          |
| J. Carls         | 9             | 0             | 1             | 0             | 1                 | 0                 | 0                 | 0                 | 10       | 0      | 1           | 0          |
| S. Conteh        | 33            | 6             | 1             | 1             | 3                 | 1                 | 0                 | 0                 | 36       | 7      | 1           | 1          |
| K. Dağ           | 0             | 0             | 0             | 0             | 0                 | 0                 | 0                 | 0                 | 0        | 0      | 0           | 0          |
| P. Donner        | 0             | 0             | 0             | 0             | 0                 | 0                 | 0                 | 0                 | 0        | 0      | 0           | 0          |
| A. Gryszkiewicz  | 0             | 0             | 0             | 0             | 1                 | 0                 | 0                 | 0                 | 1        | 0      | 0           | 0          |
| J. Heuer         | 26            | 3             | 1             | 0             | 3                 | 0                 | 1                 | 0                 | 29       | 3      | 2           | 0          |
| M. Hoffmeier     | 32            | 1             | 4             | 0             | 3                 | 0                 | 0                 | 0                 | 35       | 1      | 4           | 0          |
| B. Humphreys     | 12            | 0             | 1             | 0             | 1                 | 0                 | 0                 | 0                 | 13       | 0      | 1           | 0          |
| J. Huth          | 31            | 0             | 2             | 1             | 1                 | 0                 | 0                 | 0                 | 32       | 0      | 2           | 1          |
| U. Hünemeier     | 22            | 0             | 3             | 0             | 3                 | 0                 | 0                 | 0                 | 25       | 0      | 3           | 0          |
| J. Iredale       | 0             | 0             | 0             | 0             | 0                 | 0                 | 0                 | 0                 | 0        | 0      | 0           | 0          |
| J. Justvan       | 34            | 5             | 2             | 0             | 3                 | 2                 | 0                 | 0                 | 37       | 7      | 2           | 0          |
| S. Klaas         | 5             | 0             | 0             | 0             | 0                 | 0                 | 0                 | 0                 | 5        | 0      | 0           | 0          |
| K. Klefisch      | 15            | 1             | 1             | 0             | 1                 | 0                 | 0                 | 0                 | 16       | 1      | 1           | 0          |
| M. Kojic         | 1             | 0             | 0             | 0             | 0                 | 0                 | 0                 | 0                 | 1        | 0      | 0           | 0          |
| R. Leipertz      | 30            | 11            | 0             | 0             | 3                 | 2                 | 0                 | 0                 | 33       | 13     | 0           | 0          |
| M. Mehlem        | 7             | 0             | 0             | 0             | 1                 | 0                 | 0                 | 0                 | 8        | 0      | 0           | 0          |
| F. Muslija       | 33            | 10            | 6             | 0             | 2                 | 0                 | 1                 | 0                 | 35       | 10     | 7           | 0          |
| T. Müller        | 16            | 0             | 4             | 0             | 1                 | 0                 | 0                 | 0                 | 17       | 0      | 4           | 0          |
| N. Nadj          | 11            | 0             | 2             | 0             | 0                 | 0                 | 0                 | 0                 | 11       | 0      | 2           | 0          |
| R. Obermair      | 30            | 2             | 2             | 0             | 3                 | 0                 | 0                 | 0                 | 33       | 2      | 2           | 0          |
| K. Ofori         | 5             | 0             | 0             | 0             | 0                 | 0                 | 0                 | 0                 | 5        | 0      | 0           | 0          |
| M. Pieringer     | 23            | 10            | 4             | 1             | 3                 | 4                 | 2                 | 0                 | 26       | 14     | 6           | 1          |
| F. Platte        | 24            | 7             | 2             | 0             | 2                 | 1                 | 0                 | 0                 | 26       | 8      | 2           | 0          |
| M. Rohr          | 24            | 3             | 5             | 0             | 2                 | 0                 | 1                 | 0                 | 26       | 3      | 6           | 0          |
| R. Schallenberg  | 33            | 3             | 8             | 0             | 2                 | 0                 | 0                 | 0                 | 35       | 3      | 8           | 0          |
| M. Schulze       | 0             | 0             | 0             | 0             | 0                 | 0                 | 0                 | 0                 | 0        | 0      | 0           | 0          |
| M. Schuster      | 19            | 0             | 2             | 0             | 1                 | 0                 | 0                 | 0                 | 20       | 0      | 2           | 0          |
| D. Srbeny        | 33            | 4             | 2             | 0             | 2                 | 1                 | 0                 | 0                 | 35       | 5      | 2           | 0          |
| R. Tachie        | 17            | 0             | 0             | 0             | 2                 | 1                 | 0                 | 0                 | 19       | 1      | 0           | 0          |
| L. Zingerle      | 4             | 0             | 0             | 0             | 2                 | 0                 | 0                 | 0                 | 6        | 0      | 0           | 0          |
| J. van der Werff | 7             | 0             | 0             | 0             | 0                 | 0                 | 0                 | 0                 | 7        | 0      | 0           | 0          |